# Джордж Мерфі
Джордж Ллойд Мерфі (англ. George Lloyd Murphy; 4 липня 1902, Нью-Гейвен, Коннектикут — 3 травня 1992, Палм-Біч, Флорида) — американський танцюрист, актор і політик-республіканець. Мерфі був провідною людиною у багатьох голлівудських мюзиклах з 1930 по 1952. Він очолював Гільдію кіноакторів з 1944 по 1946 і був нагороджений Почесним «Оскаром» у 1951 році. Мерфі був сенатором США від штату Каліфорнія з 1965 по 1971. Перший помітний американський актор, що був обраний посадовою особою у Каліфорнії, передував Рональду Рейгану і Арнольду Шварценеггеру.
Мерфі навчався в Єльському університеті. Він переїхав до Голлівуду у 1935 році, знався у 45 фільмах.
Мерфі був лідером Республіканської партії у Каліфорнії з 1953 по 1954.
Мерфі був католиком. Помер від лейкемії.